# Orthemis
Orthemis ist eine aus 17 Arten bestehende Libellengattung. Die Gattung gehört zur Unterfamilie Sympetrinae und wurde 1861 durch Hermann August Hagen beschrieben. Als Generotyp diente eine bis dahin als Libellula ferruginea bezeichnete Libelle. Das Verbreitungsgebiet erstreckt sich in Südamerika von der Höhe Buenos Aires bis nach Nordamerika auf die Höhe San Diegos.

## Merkmale
Orthemis-Arten sind vergleichsweise große Libellen und erreichen Längen zwischen 45 und 55 Millimetern. Die Männchen sind vornehmlich rot gefärbt, während die Weibchen eher ins Orange tendieren. Mit dem Alterungsprozess färben sich die Männchen bläulich oder violett. Die Flügel sind durchsichtig und besitzen, wie schon Hagen bei Einrichtung der Gattung bemerkte, ein großes Flügelmal (Pterostigma), welches fünf der darunterliegenden Flügelzellen überspannt. Am Nodus sowie an der Spitze des Flügels befinden sich bei einigen Arten kleinere braune Flecken. Die dunkle Zeichnung des hellen Pterothoraxes verschwindet oft mit der Umfärbung im Blauen. Das Gesicht ist bräunlich bis bläulich-violett. Der Hinterleib (Abdomen) ist abgeflacht, wobei das vierte und fünfte Segment dennoch länger als breit ist.

## Habitat
Die Imagines der Gattung Orthemis sind von kleineren Tümpeln über kleine Bäche bis hin zu Seen und langsam fließenden Flüssen zu finden. Die Larven leben halbvergraben auf dem Grund des Gewässers.

## Lebensweise
Die Männchen sitzen auf Bewuchs des Ufers und verteidigen ihr Territorium auch gegen Artgenossen. Bei der Eiablage bewachen sie das Weibchen.

## Systematik
Die Systematik der Art ist bei weitem nicht abschließend geklärt und über viele Arten besteht noch Unklarheit, ob sie wirklich eigenständige Arten darstellen. Wahrscheinlich werden in Zukunft noch weitere Arten hinzukommen. Mindestens eine weitere Art harrt noch ihrer Beschreibung. Auch von den Larven sind die wenigsten beschrieben. Folgende Arten werden zur Gattung Orthemis gezählt:
- Orthemis aequilibris
- Orthemis ambinigra
- Orthemis ambirufa
- Orthemis anthracina
- Orthemis attenuata
- Orthemis biolleyi
- Orthemis concolor
- Orthemis discolor
- Orthemis cultriformis
- Orthemis ferruginea
- Orthemis flavopicta
- Orthemis levis
- Orthemis nodiplaga
- Orthemis plaumanni
- Orthemis regalis
- Orthemis schmidti
- Orthemis sulphurata